# Saison 1969 des Mets de New York
La saison 1969 des Mets de New York est la 8e saison de la franchise américaine des Mets de New York en ligue majeure de baseball. Elle s'est achevée par leur victoire en Série mondiale 1969 contre les Orioles de Baltimore.
Cette saison est historique pour la franchise puisqu'il s'agit de leur première Série mondiale victorieuse depuis leur arrivée dans les ligues majeures en 1962. C'est à l'issue de cette saison que la presse et le public leur donne le surnom d'Amazin' Mets, jusque-là utilisé de façon sarcastique,, et de Miracle Mets.

## Contexte
1969 est l'année de la réorganisation des deux ligues majeures de baseball, la Ligue américaine et la Ligue nationale, en division. Les Mets sont affectées à la division Est de la Ligue nationale. Les Mets ont depuis leur arrivée dans les ligues majeures des résultats décevants : ils ne dépassent pas le neuvième rang de la Ligue nationale qui comporte 10 équipes.

## Saison régulière

### Classement
| Ligue nationale (Division Est) | V   | D   | %    | Diff. |
| ------------------------------ | --- | --- | ---- | ----- |
| Mets de New York               | 100 | 62  | ,617 | -     |
| Cubs de Chicago                | 92  | 70  | ,568 | 8     |
| Pirates de Pittsburgh          | 88  | 74  | ,543 | 12    |
| Cardinals de Saint-Louis       | 87  | 75  | ,537 | 13    |
| Phillies de Philadelphie       | 63  | 99  | ,389 | 37    |
| Expos de Montréal              | 52  | 110 | ,321 | 48    |

## Post saison

### Série de championnat
La Série de championnat est la série finale de la Ligue nationale de baseball, dont l'issue détermine le représentant de cette ligue à la Série mondiale, grande finale des Ligues majeures. C'est la première fois qu'elle est organisée, la ligue majeure de baseball ayant décidé de se réorganiser en 1969 et de séparer chaque ligue en deux divisions, accordant ainsi le passage en série éliminatoire à quatre équipes plutôt que deux.
Cette série trois de cinq a débuté le samedi 4 octobre 1969 et s'est terminée le lundi 6 octobre par une victoire des Mets de New York, trois matchs à zéro sur les Braves d'Atlanta.

### Série mondiale
Les Mets remportent la série mondiale 1969 en battant les Orioles de Baltimore en 4 matchs d'affilée, ces derniers ayant remporté le premier match.
| Match | Date       | Scores                      | Hôte                        | Bilan SF - DET |
| ----- | ---------- | --------------------------- | --------------------------- | -------------- |
| 1     | 11 octobre | Baltimore - 4, New York - 1 | Baltimore, Memorial Stadium | 1 - 0          |
| 2     | 12 octobre | Baltimore - 1, New York - 2 | Baltimore, Memorial Stadium | 1 - 1          |
| 3     | 14 octobre | Baltimore - 0, New York - 5 | New York, Shea Stadium      | 1 - 2          |
| 4     | 15 octobre | Baltimore - 1, New York - 2 | New York, Shea Stadium      | 1 - 3          |
| 5     | 16 octobre | Baltimore - 3, New York - 5 | New York, Shea Stadium      | 1 - 4          |